# Eutelsat 48A
Eutelsat 48A (successivement Hot Bird 2, Eurobird 9 et  Eutelsat W48) était un satellite de télécommunications appartenant à l'opérateur Eutelsat. Il diffusait des chaînes de télévision, des radios ainsi que d'autres données numériques.
Construit par Matra Marconi Space (en), devenu EADS Astrium Satellites, sur une plate-forme Eurostar 2000, il est équipé de 20 transpondeurs en bande Ku diffusant sur l'Europe, l'Afrique du nord et le Moyen-Orient. 
Il a été lancé le 21 novembre 1996 par une fusée Atlas IIA (vol AC-124) depuis Cap Canaveral. Il avait une masse au lancement de 2 900 kg. Sa durée de vie estimée était de 12 ans.

## Mission
D'abord positionné à 13° Est et nommé alors Hot Bird 2, il a été déplacé à la position de 9° Est en mai 2007. Il transportait notamment le signal spécial export, TF 1, M6 et W9 en direction des têtes de réseau câbles suisses pour le marché publicitaire local. Dans la nuit du 14 mars 2007, ce satellite a subi une anomalie dans son sous-système d'alimentation. Fin 2009, il a été déplacé à la position 48° Est avant d'être rebaptisé Eutelsat 48A en mars 2012. Il a finalement été placé sur une orbite cimetière en mai 2017.